# Мики Орачев
Мики Орачев (роден на 19 март 1996) е български футболист, играе като защитник. Състезател на ФК Локомотив (София).
Племенник е на футболиста, национал на България и треньор Малин Орачев.

## Кариера

### Левски София
Орачев започва да играе футбол за местния Пирин (Благоевград). На 19 юли 2011 г. той се присъединява към академията на Левски (София).
Орачев дебютира в първия отбор при домакинска загуба с 1:2 в срещу Литекс (Ловеч) на 12 април 2014 г., влизайки като резерва на Рикардо Нунеш. Първият му гол за клуба е на 4 май 2015 г., попадение от 17 метра при победата с 5:0 срещу ПФК Хасково.
На 14 юли 2017 г. той дебютира в Лига Европа в мач срещу НК Марибор.

### Наем в Локомотов София
През януари 2017 г. Орачев е даден под наем на клуба от Втора професионална футболна лига Локомотив (София) до края на сезона. Дебютира на 25 февруари 2017 г. в мач от първенството срещу Спартак (Плевен).
Въпреки че има информация, че заемът му ще бъде удължен, Орачев се връща в началото на юни от наема си. Той е част от първата тренировка на отбора на 13 юни 2017 г.

### Септември София
На 22 декември 2017 г. изпълнителният директор на Левски Асен Букарев обявява, че Орачев ще бъде трансфериран в Септември (София). Той официално подписва договор на 28 декември за година и половина. Дебютира за отбора на 17 февруари 2018 г. в мач от Първа лига срещу Етър (Велико Търново).
На 7 март той напуска терена в 32-ата минута поради ниско кръвно налягане. На 22 март е обявено, че той ще пропусне остатъка от сезона поради проблеми със сърцето.